# Boagrius pumilus
Boagrius pumilus là một loài nhện trong họ Palpimanidae. Loài này được phát hiện ở Malaysia và Sumatra.